# Lukas Ried
Lukas Ried (10 ottobre 1995) è un calciatore austriaco, centrocampista dell'Oberwart.

## Caratteristiche tecniche
È un esterno destro.

## Carriera
Cresciuto nel settore giovanile dell'Hartberg, ha esordito in prima squadra il 24 maggio 2013 disputando l'incontro di seconda divisione perso 3-1 contro il St. Pölten.